# حصار برلين

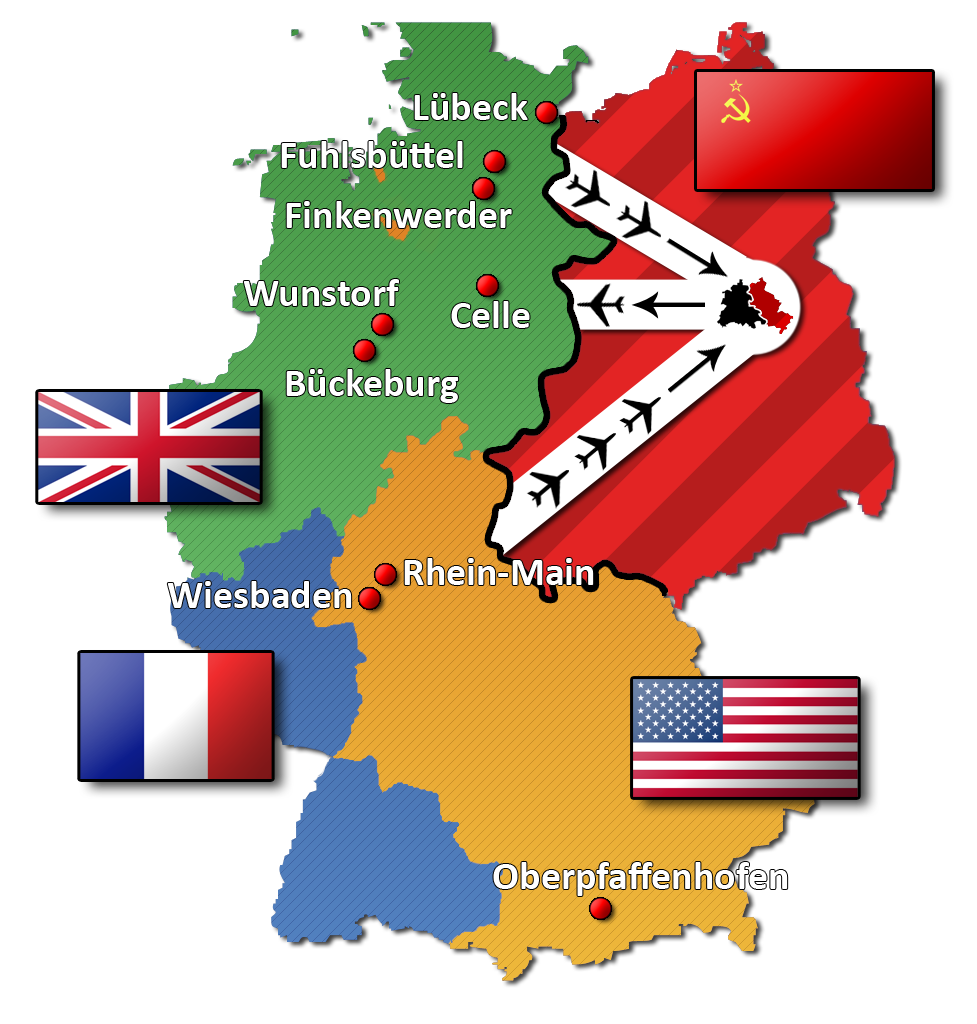
خارطة تبين كيفية فك الحصار عن برلين الغربية

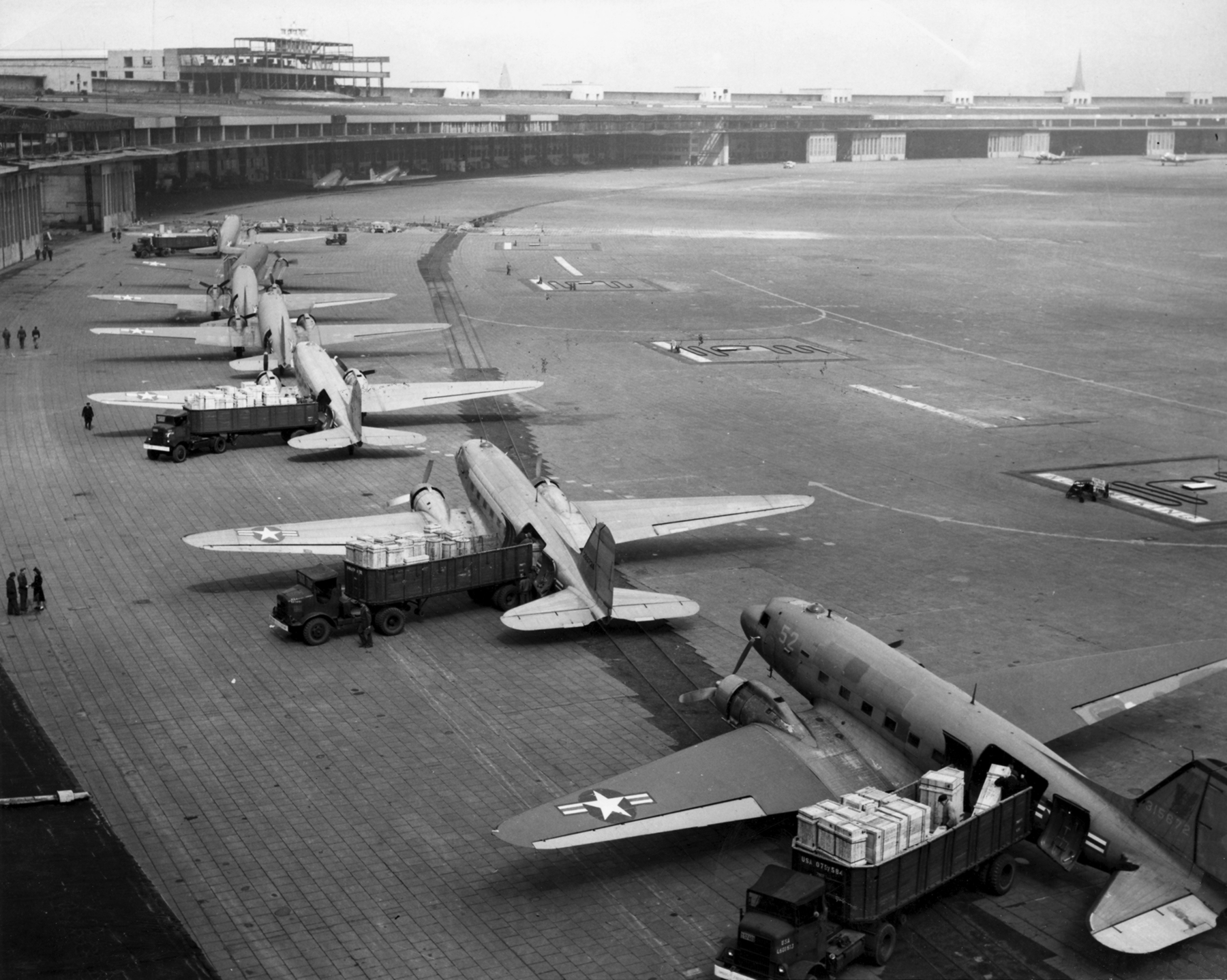
طائرات أمريكية عسكرية لمساعدة سكان برلين الغربية

طائرة سي-54 تحلق اثناء الحصار في برلين الغربية.

كان حصار برلين (بالإنجليزية: Berlin Blockade) (بالألمانية: Erste Berlin-Krise) (24 يونيو 1948 – 12 مايو 1949) من أولى الأزمات الدولية الكبرى في الحرب الباردة. خلال الاحتلال متعدد الجنسيات لألمانيا ما بعد الحرب العالمية الثانية، أوقف الاتحاد السوفييتي معابر السكك الحديدية والطرق والقنوات التابعة للحلفاء الغربيين إلى قطاعات برلين الواقعة تحت السيطرة الغربية. عرض السوفييت إسقاط الحصار إذا سحب الحلفاء الغربيون المارك الألماني الجديد من برلين الغربية.
أنشأ الحلفاء الغربيون جسر برلين الجوي (26 يونيو 1948 – 30 سبتمبر 1949) لنقل الإمدادات إلى سكان برلين الغربية، وهو عمل صعب بالنظر إلى حجم سكان المدينة.
بدأ الأمريكيون والبريطانيون بعد ذلك عملية مشتركة لدعم المدينة بأكملها. أجرت أطقم من القوات الجوية للولايات المتحدة، والقوات الجوية الملكية، والقوات الجوية الفرنسية، والقوات الجوية الكندية الملكية، والقوات الجوية الملكية الأسترالية، والقوات الجوية النيوزيلندية، والقوات الجوية لجنوب أفريقيا أكثر من 200,000 طلعة جوية في عام واحد، مما وفر لسكان برلين الغربية الضروريات مثل الوقود والمواد الغذائية، وكانت الخطة الأصلية هي نقل 3475 طنًا من الإمدادات يوميًا. بحلول ربيع عام 1949، تضاعف هذا الرقم في الغالب، إذ بلغت ذروة التسليم اليومي 12,941 طنًا. بحلول هذا الوقت، كان الجسر الجوي ناجحًا بشكل واضح، إذ قدم بضائع بكمية أكبر مما كانت تتلقاه المدينة سابقًا عن طريق السكك الحديدية. لم يعترض السوفييت الجسر الجوي خوفًا من أن يؤدي ذلك إلى صراع مفتوح، على الرغم أنهم فاقوا عدد الحلفاء في ألمانيا وخاصةً في برلين.
في 12 مايو 1949، رفع الاتحاد السوفييتي الحصار المفروض على برلين الغربية، على الرغم أن الأمريكيين والبريطانيين استمروا في تزويد المدينة بالمؤن عن طريق الجو في ذلك الوقت على أي حال لأنهم كانوا قلقين من أن السوفييت كانوا ببساطة سيستأنفون الحصار وكانوا يحاولون فقط تعطيل خطوط التموين الغربية. توقف جسر برلين الجوي رسميًا في 30 سبتمبر 1949 بعد خمسة عشر شهرًا. نقلت القوات الجوية الأمريكية نحو 1,783,573 طنًا (76.40% من إجمالي ما نُقل) ونقلت القوات الجوية الملكية 541,937 طنًا (23.30% من إجمالي ما نُقل)، بإجمالي يبلغ 2,334,374 طنًا، ثلثاها تقريبًا من الفحم، على متن 278،228 طلعة جوية فوق برلين.
حلقت طائرات سي 47 وسي 54 معًا أكثر من 92 مليون ميل في هذه العملية، وهي تقريبًا المسافة من الأرض إلى الشمس. أثناء ذروة الجسر الجوي، كانت تصل طائرة واحدة إلى برلين الغربية كل ثلاثين ثانية.
تحطمت 17 طائرة أمريكية وثماني طائرات بريطانية خلال العملية. سُجل ما مجموعه 101 حالة وفاة نتيجةً للعملية، بما في ذلك 40 بريطانيًا و31 أمريكيًا، توفي معظمهم بسبب حوادث الطيران.
سلط حصار برلين الضوء على الرؤى الأيديولوجية والاقتصادية المتنافسة لأوروبا ما بعد الحرب ولعب دورًا رئيسيًا في جذب ألمانيا الغربية إلى حلف الناتو بعد عدة سنوات في عام 1955.

## تقسيم ألمانيا ما بعد الحرب
من 17 يوليو وحتى 2 أغسطس 1945، توصل الحلفاء المنتصرون إلى اتفاق بوتسدام حول مصير أوروبا ما بعد الحرب، داعين إلى تقسيم ألمانيا المهزومة إلى أربع مناطق احتلال مؤقتة (وبالتالي أعادوا التأكيد على المبادئ التي أقرها مؤتمر يالطا سابقًا). كانت هذه المناطق تقع تقريبًا حول مواقع جيوش الحلفاء الحالية في ذلك الوقت. قُسمت برلين أيضًا إلى مناطق احتلال، ووقعت على بعد 100 ميل (160 كيلومتر) داخل ألمانيا الشرقية الخاضعة للسيطرة السوفيتية. سيطرت الولايات المتحدة والمملكة المتحدة وفرنسا على الأجزاء الغربية من المدينة، بينما سيطرت القوات السوفيتية على القطاع الشرقي.

### المنطقة السوفيتية وحقوق الحلفاء بالوصول إلى برلين
في المنطقة الشرقية، وحّدت السلطات السوفيتية بالقوة الحزب الشيوعي الألماني والحزب الاشتراكي الديمقراطي (إس بّي دي) معًا في حزب الوحدة الاشتراكية (إس إي دي)، مدعية في ذلك الوقت أنه لن يكون لها توجه ماركسي-لينيني أو سوفيتي. دعا قادة حزب الوحدة الاشتراكية بعد ذلك إلى «إنشاء نظام ديمقراطي مناهض للفاشية، وجمهورية ديمقراطية برلمانية» في حين قمعت الإدارة العسكرية السوفياتية جميع الأنشطة السياسية الأخرى. نُقلت المصانع والمعدات والفنيين والمديرين والعاملين المهرة إلى الاتحاد السوفيتي.
في اجتماع يونيو عام 1945، أبلغ ستالين القادة الشيوعيين الألمان أنه يتوقع تقويضًا بطيئًا للمواقع البريطانية داخل منطقة الاحتلال، وأن الولايات المتحدة ستنسحب في غضون عام أو عامين، وأنه لن يقف شيء بعد ذلك في طريق وجود ألمانيا الموحدة تحت السيطرة الشيوعية داخل الحلف السوفيتي. أخبر ستالين وزعماء آخرون الوفود البلغارية واليوغسلافية في أوائل عام 1946 أن ألمانيا يجب أن تكون سوفيتية وشيوعية.

### التركيز على برلين وانتخابات عام 1946
سرعان ما أصبحت برلين النقطة المحورية في كل من الجهود الأمريكية والسوفيتية لإعادة ترتيب أوروبا حسب رؤاهم الخاصة. كما أشار وزير الخارجية السوفييتي فياتشيسلاف مولوتوف إلى أن «ما يحدث لبرلين، يحدث لألمانيا؛ وما يحدث لألمانيا، يحدث لأوروبا». عانت برلين من أضرار جسيمة؛ انخفض عدد سكانها قبل الحرب من 4.3 مليون شخص إلى 2.8 مليون.
بعد المعاملة القاسية والهجرة القسرية والقمع السياسي والشتاء القاسي بشكل خاص في عامي 1945-1946، كان الألمان في المنطقة الخاضعة للسيطرة السوفيتية معاديين للمساعي السوفيتية. أسفرت الانتخابات المحلية في عام 1946 عن تصويت احتجاجي مناهض للشيوعية، خاصةً في القطاع السوفيتي من برلين. انتخب مواطنو برلين أعضاءً غير شيوعيين بأغلبية ساحقة ليترأسوا حكومة المدينة.

## الانقسام السياسي

### التحركات نحو إنشاء دولة ألمانيا الغربية
قررت الولايات المتحدة بشكل سري أن ألمانيا الموحدة والحيادية ستكون أمرًا غير مرغوب فيه، إذ أخبر السفير والتر بيدل سميث الجنرال أيزنهاور أنه «على الرغم من موقفنا المعلن، فنحن حقًا لا نريد ولا ننوي قبول توحيد ألمانيا بأي شروط قد يوافق عليها الروس على الرغم أنها تبدو أنها تلبي معظم متطلباتنا». قرر المخططون الأمريكيون سرًا خلال الحرب أن إعادة بناء اقتصاد أوروبا الغربية سيحتاج إلى وجود ألمانيا متحالفة قوية للمساعدة في ذلك.

### أزمة أبريل والمصعد الجوي الصغير
في 25 مارس 1948، أصدر السوفييت أوامر تقيد حركة الغرب العسكرية والمسافرين بين مناطق الاحتلال الأمريكية والبريطانية والفرنسية وبين برلين. بدأت هذه الإجراءات الجديدة في 1 أبريل مع إعلان أنه لا يمكن لأي شحنة مغادرة برلين بالسكك الحديدية دون إذن القائد السوفياتي. ينبغي على كل قطار وشاحنة أن تُفتّش من قِبل السلطات السوفيتية. في 2 أبريل، أمر الجنرال كلاي بإيقاف جميع القطارات العسكرية وطلب نقل الإمدادات إلى الحاميات العسكرية عن طريق الجو، الأمر الذي أُطلق عليه اسم «المصعد الصغير».

### أزمة العملة
استلزم إنشاء ألمانيا الغربية المستقرة اقتصاديًا إصلاح عملة الرايخ مارك الألمانية غير المستقرة التي قُدمت بعد التضخم الألماني في عشرينيات القرن العشرين. أفسد السوفييت الرايخ مارك من خلال الطباعة المفرطة، مما أدى إلى استخدام الألمان للسجائر باعتبارها عملة فعلية أو للمقايضة. عارض السوفييت الخطط الغربية لإصلاح العملة. فسروا العملة الجديدة على أنها قرار أحادي الجانب وغير مبرر، وردوا بقطع جميع الروابط البرية بين برلين الغربية وألمانيا الغربية. اعتقد السوفييت أن العملة الوحيدة التي يجب السماح بتداولها هي العملة التي أصدروها بأنفسهم. في فبراير 1948، اقترح الأمريكيون والبريطانيون على لجنة التنسيق الإدارية إنشاء عملة ألمانية جديدة، لتحل محل عملة الرايخ مارك المتداول ومنخفضة القيمة. رفض السوفييت قبول هذا الاقتراح، على أمل استمرار الركود الألماني، تماشيًا مع سياسة ألمانيا الضعيفة.

## قصة
انتهت المفاوضات بين الدول المنتصرة في الحرب، حول مستقبل وضع ألمانيا إلى طريق مسدود، فاتفقت كل من الولايات المتحدة الأمركية وبريطانيا و فرنسا في ندوة لندن أبريل يونيو 1948 على توحيد مناطق نفوذها، فأثار ذلك غضب الاتحاد السّوفياتي الذي قرّر ضرب حصار على برلين الغربية.
حينما حاول السوفيت اجبار القوات الغربية على الرحيل إلا أن القوات الغربية تمسكت بمواقعها.وعلى اثر ذلك قامت الولايات المتحدة بإرسال مساعدات لسكان برلين البالغ عددهم2.2 مليون نسمة حتى قام السوفيات بفك حصارهم واعتبرت الولايات المتحدة ذلك انتصارا حققته ضد السوفيات في اطار الحرب الباردة فظهرت ألمانيا الغربية في مايو 1949 وألمانيا الشرقية في أكتوبر 1949، بنهاية الحرب العالمية الثانية احتل الحلفاء الجزء الغربي لألمانيا والاتحاد السوفياتي الجهة الشرقية ، حيث أقر ذلك مؤتمر بوتسدام 1945 (تعتبر ألمانيا مناطق نفوذ أمريكية، سوفياتية، فرنسية، بريطانية) ولمواجهة الشرق أدمجت الدول الغربية مناطق نفوذها من خلال مؤتمر لندن 1948 وطالبت بإقامة حكومة مركزية لكن ذلك لم يرض الاتحاد السوفياتي فقام بحصار برلين الغربية. وكان رد فعل الدول الغربية بإقامة جسرا جويا لمدة سنة 1949 وتم رفع الحصار بالإعلان عن قيام جمهورية ألمانيا الغربية الرأسمالية 5 أغسطس 1949 وألمانيا الشرقية الاشتراكية 7 أكتوبر 1949 وفي سنة 1961 تجددت الأزمة وتم بناء جدار برلين للفصل بين الألمانيتين.

## معرض صور

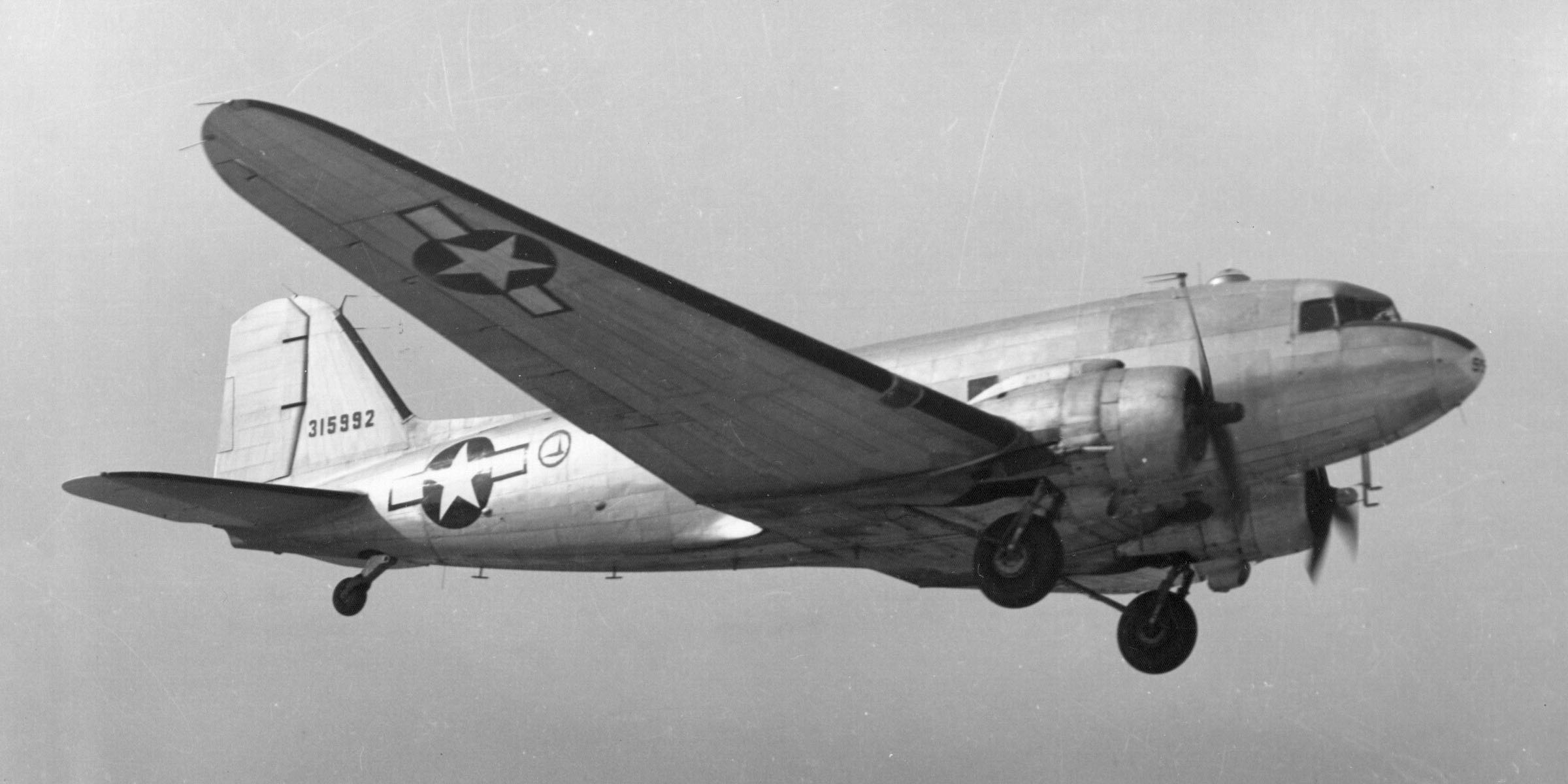
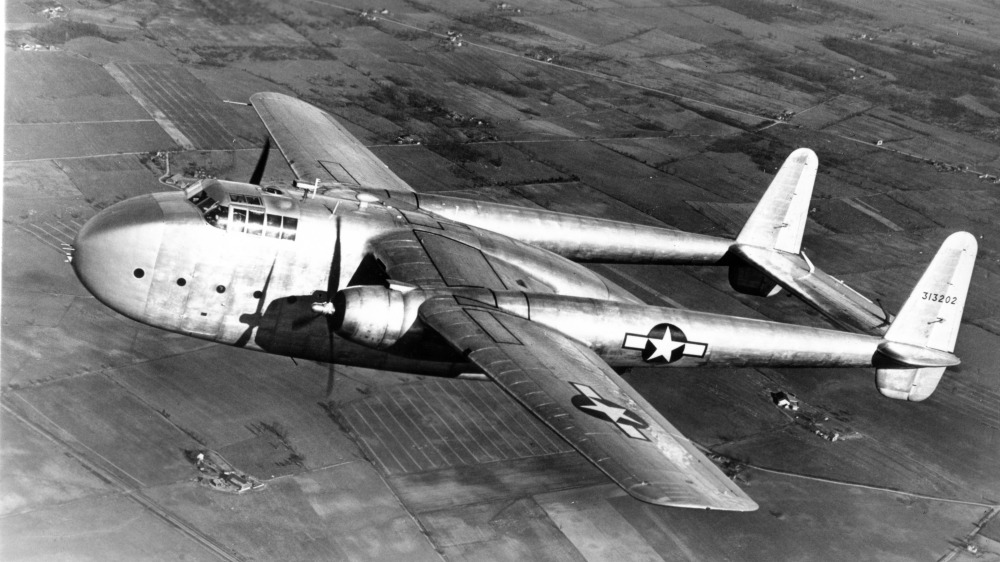
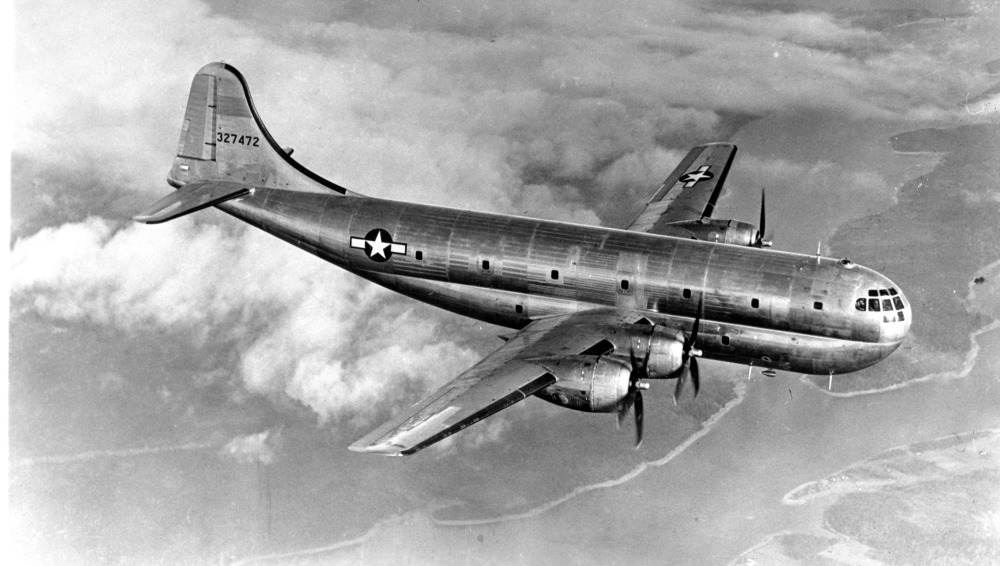
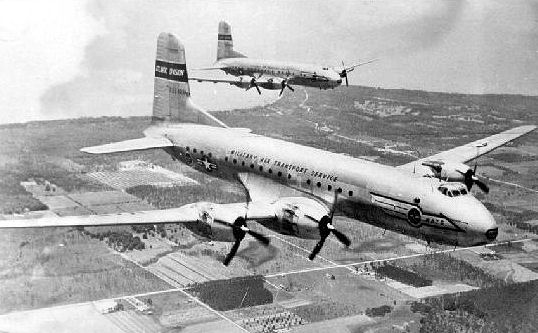
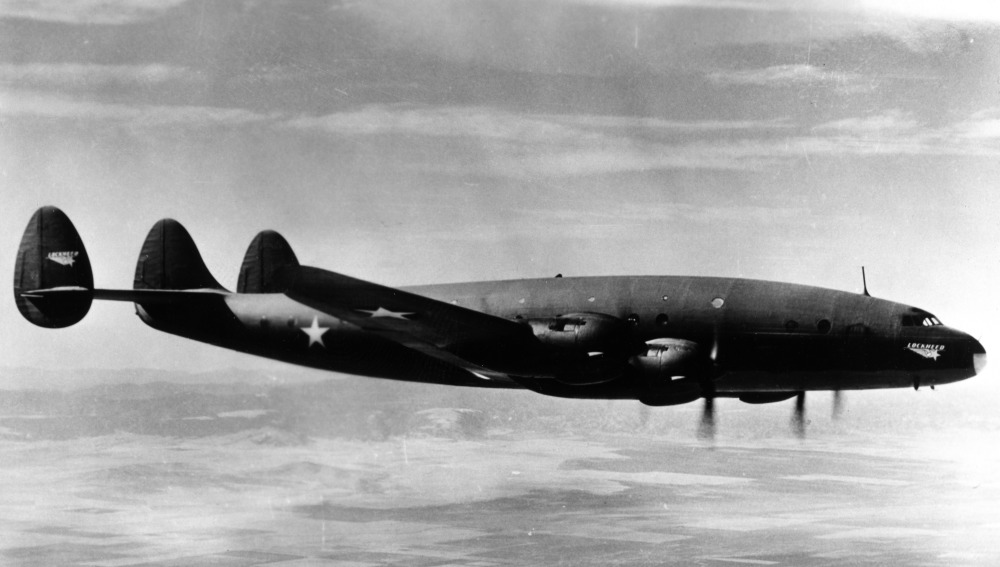

## وصلات خارجية
- "The Berlin Airlift". American Experience. مؤرشف من الأصل في 2017-02-10. اطلع عليه بتاريخ 2007-03-05. – A PBS site on the context and history of the Berlin Airlift.
- Operation Plainfare
- Luftbruecke: Allied Culture in the Heart of Berlin
- Agreement to divide Berlin
- Memorandum for the President: The Situation in Germany, 23 July 1948
- Berlin Airlift: Logistics, Humanitarian Aid, and Strategic Success نسخة محفوظة 16 يناير 2007 على موقع واي باك مشين.
- Royal Engineers Museum Royal Engineers and the Cold War (Berlin Airlift)
- Berlin Airlift US Department of Defense
- "Berlin Airlift". اطلع عليه بتاريخ 2007-10-22. – A 1948 propaganda film about the airlift, told from the British point of view.
- حصار برلين على موقع الموسوعة البريطانية (الإنجليزية)
- حصار برلين على موقع الموسوعة البريطانية (الإنجليزية)
- The Berlin Airlift

الفيلم القصير BERLIN AIR LIFT (OUTTAKES FROM "OPERATIONS VITTLES") متوفر للتحميل من موقع أرشيف الإنترنت [المزيد]